# 象の檻

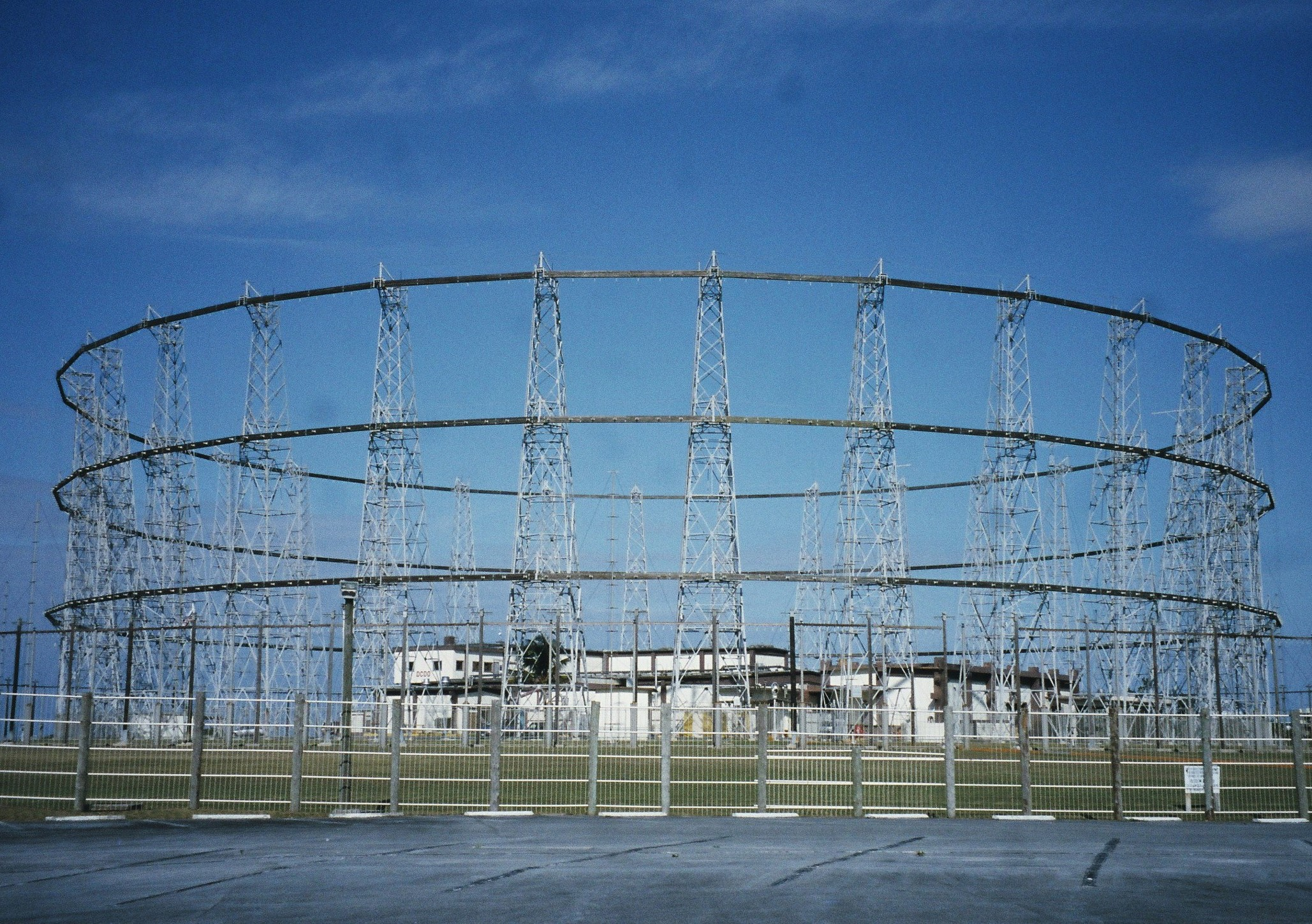
象の檻と呼ばれた楚辺通信所

象の檻（ぞうのおり）(Elephant Cage) とは、巨大な円形ケージ型アンテナを形容している語。正式にはWullenweberアンテナと呼ばれている。AN/FRD-10、GTE／シルバシア製AN/FLR-9として米軍に制式採用したものの通称であるが、同様の形状をした自衛隊などのアンテナにも使用される言葉である。そのサイズや全方向受信のための、円形の柵のような形状がゾウを入れる檻のように見えることから付けられた。世界各地に存在した。通信傍受人工衛星のない時代に鉄のカーテンや竹のカーテン内部の生の情報を得るためのきわめて重要な施設であった。

## 概要
第二次世界大戦中にドイツによって開発されたHF/DF（ハフダッフ、高周波方向探知）のためのアンテナである。戦争後開発者が米国に行き開発を継続した。
正式にはWullenweberアンテナ（WW)と呼ばれ、CDAA（Circularly Disposed Antenna Array）またはCDDA（Circularly Disposed Dipole Array）と呼ばれるアンテナの一種である。
全方向からの受信を精度良くかつ機械的機構なしに電子的に高速走査できるフェーズドアレーアンテナ の一種である。また、多量の受信機を同時に運用できる。
日本においては、アメリカ軍の電波傍受施設の幾つかにそのような形容がなされ、通称・代名詞的に使われる場合がある。例えば、沖縄県楚辺通信所（2007年撤去）や青森県姉沼通信所（三沢飛行場）などである。
また、鳥取県境港市（美保通信所） や鹿児島県喜界島（喜界島通信所）、北海道千歳市（東千歳駐屯地東千歳通信所）では、自衛隊の施設でもそのような形容がされることがある。
大韓航空機撃墜事件では、撃墜の様子が稚内の自衛隊基地にいたNSA分遣隊と三沢基地の象の檻で記録され、傍受記録を米国が発表した。
冷戦時代トルコ中部黒海沿岸のシノップにあった大規模基地の監督官が詳細を暴露し、内部の働きがわかるようになった。
またNSA本部の専門家2人がソ連に亡命し、さらに詳細が知られている。
現在では、ネット上に象の檻のマニュアルが公開されている。
主に短波帯（SW、3-30MHz）を受信する。受信員は特定の周波数、方向、目標を割り当てられている。アンテナは鋭い指向性（=高感度）と広い受信帯域を持つ。そのため電波の到来方向を詳しく調べることができ、2つ以上の受信所が連携することにより発信地を特定できる。一度特定された後はTEXTAというNSA極秘文書 に掲載され、詳しい情報がわかり、仕事が割り振られる。
ある時期にはSP-600型受信機 が使われていた。受信機にスキャン、メモリー、スペクトル表示機能がない時代が長く、多数の傍受員（兵士）が24時間態勢で人海戦術で働いていた。その上に監督官 が数人おり、評価と整理をする。監督官はホワイトハウスに直結する最優先CRITIC通信の発信権を持ち、重要な通信を傍受した場合に政府全体に即座に通報する 責任を負っていた。
その後冷戦終了とともに役割は低下する。重要な通信は短波帯では行われなくなった。通信傍受方法は専用船、通信傍受衛星、海底ケーブルなどのケーブル類や中継器への傍受装置装着、大使館内のアンテナと傍受装置、テンペスト(TEMPEST)技術、月面反射による傍受、潜水艦のマストにつけたアンテナ、インターネット・国際・国内通信回線そのものの直接傍受、ハッキング、ウイルス、バックドア、ルートキット、なりすまし、通信傍受用の偵察機、通信衛星からの電波を傍受するパラボラアンテナ、民間機に積み込まれた傍受装置 などを用いるようになってきた。
もっとも、現在でもリビア（カダフィ体制時代）や北朝鮮の動向を探る重要な手段である。またイラクのクウェート侵攻では主にサウジアラビアなどにある施設が傍受し位置を特定したイラク軍の侵攻の動きが米政府に通報され、クウェート王室が脱出できたと言われる。パラボラアンテナを用いるが、対流圏散乱などを利用して長距離のマイクロ波通信を傍受することもある。シリア内戦ではキプロス（英GCHQ、2か所）、トルコ(NATO、組織名不明)、シリア沖（独BNDまたはCGG）にある西欧各国の傍受基地がシリア軍の通信を傍受し、反政府軍に提供しているという報道があった。

## 「象の檻」一覧

### アメリカ軍
- 楚辺通信所（沖縄県読谷村）※2007年に撤去
- 三沢飛行場姉沼通信所（青森県三沢市）※2014～2015年に撤去[31]

10kHz－12.4GHz。空軍6920保安団3000人（1976年）。
- - 1962年　沖縄県読谷村キャンプハンザ楚辺通信所（AN/FRD-10）（2006年運用停止）

空軍6990保安軍団。
- 海軍NSG(=Naval Security Group)
- 空軍AFSS
  - 1962年　英国チックサンズ（Chicksands、ヨーク州、正式名称F83、1966年より正式な米軍基地)
  - 1962年　イタリア南部　San Vito dei Normanni
  - 　　　　　青森県三沢基地
  - 　　　　　フィリピンのクラーク空軍基地（1991年ピナツボ火山の爆発で閉鎖）
  - 1966年　アラスカ州エルメンドルフ空軍基地
  - 1966年　トルコ中部カラムセル（1971年閉鎖。軍事援助問題をめぐって米国と対立。）
- 陸軍ASA（現在はG2と統合されてINSCOM=Intelligence and Security Command)
  - 1970年　ドイツ・アウクスブルク
  - 1970年　タイ国ウドン県・キャンプラムスン
  - F91, Bad Aibling in Germany
- 不明
  - エリトリアのアスマラ
  - 中国奥地

### 自衛隊
冷戦時代、陸上幕僚監部調査部第2課別室（調別） が運用していた。現在は防衛省情報本部電波部 が運用している。
- 美保通信所（鳥取県境港市）
- 喜界島通信所（鹿児島県喜界町）
- 東千歳駐屯地東千歳通信所（北海道千歳市。「裏恵庭」と呼ばれる）